# Lenne (Niedersachsen)
Lenne ist eine Gemeinde im Landkreis Holzminden in Niedersachsen (Deutschland). Sie gehört der Samtgemeinde Eschershausen-Stadtoldendorf an, die ihren Verwaltungssitz in der Stadt Stadtoldendorf hat.

## Geografische Lage und Ortsteile
Lenne liegt zwischen den Mittelgebirgszügen Ith im Nordosten, Elfas im Ostsüdosten, Holzberg im Süden und Homburgwald im Westen; in der Nähe erheben sich die Mittelgebirgszüge Vogler im Nordwesten und Solling im Südsüdwesten. Zur Gemeinde Lenne gehören neben dem gleichnamigen Kernort die Ortsteile Kolonie im Nordosten und Linnenplan im Norden. Östlich vorbei am Kernort und an Linnenplan fließt der Weser-Zufluss Lenne.

## Geschichte
1580 wurde die Gemeinde als Sandkuhlen in einer Urkunde erwähnt.
In der Zeit des Nationalsozialismus bestand nordöstlich des Ortes am Fuße des Hils mit dem Lenner Lager ein Arbeitslager für Zwangsarbeiter, die zur Arbeit im Bergbau gezwungen wurden. Heute gibt es in dem Bereich einen 4 km langen historischen Lehrpfad und eine Gedenkstätte.

## Religionen
Die evangelisch-lutherische Thomas-Kirche wurde 1964–68 erbaut; sie gehört zur Kirchengemeinde Wangelnstedt im Kirchenkreis Holzminden-Bodenwerder.
Die 1705 errichtete evangelische Kapelle, ab 1968 als katholische Kapelle St. Anna genutzt, wurde 1991 geschlossen und wird heute als Wohnhaus genutzt.

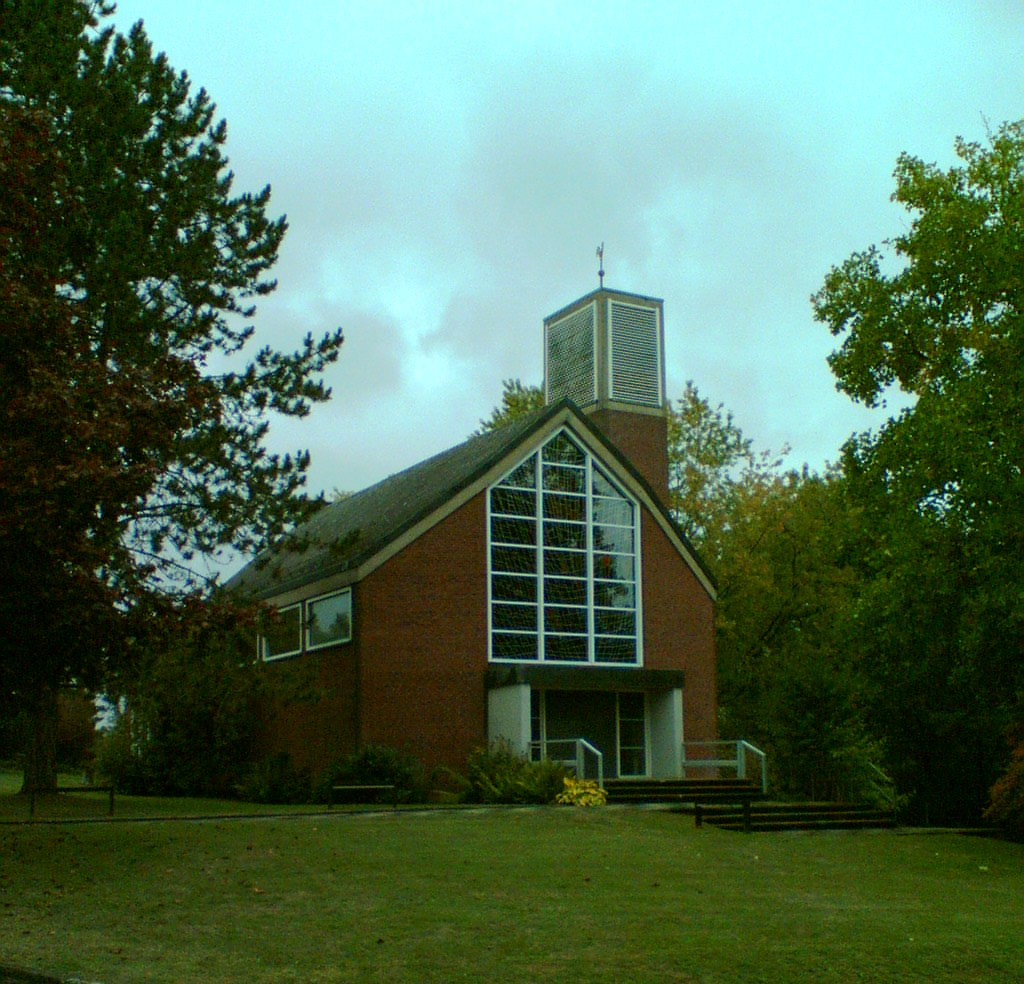
Thomas-Kirche
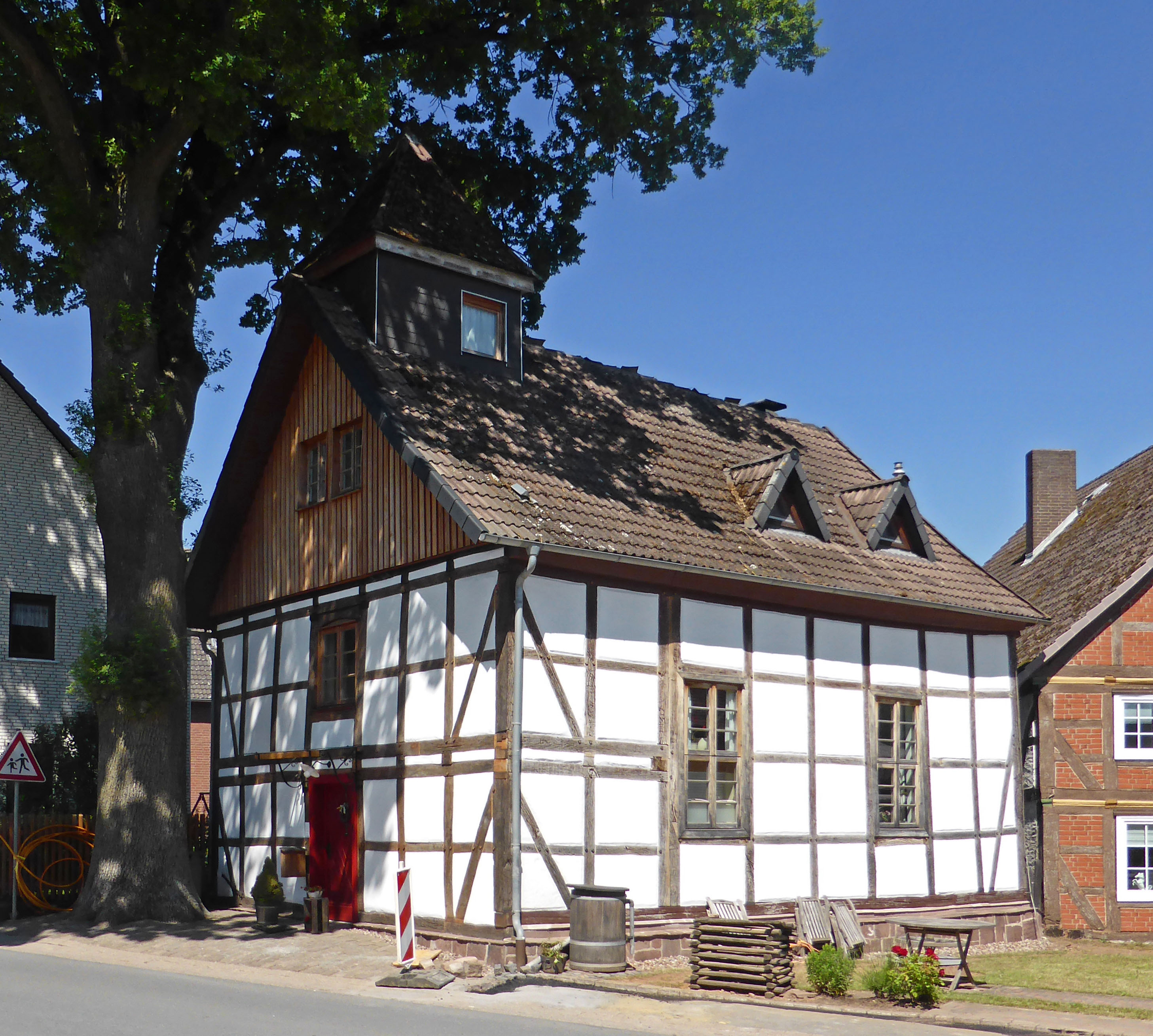
Ehemalige Kapelle

## Politik

### Gemeinderat
Der Rat der Gemeinde Lenne besteht aus neun Ratsfrauen und Ratsherren. Dies ist die festgelegte Anzahl für die Mitgliedsgemeinde einer Samtgemeinde mit einer Einwohnerzahl zwischen 501 und 1000 Einwohnern. Die Ratsmitglieder werden durch eine Kommunalwahl für jeweils fünf Jahre gewählt. Die aktuelle Amtszeit begann am 1. November 2021 und endet am 31. Oktober 2026.
Sitzverteilung:
- Wählergemeinschaft Lenne (WGL): 7 Sitze (±0)
- SPD: 2 Sitze (±0)

### Bürgermeister
Ehrenamtlicher Bürgermeister ist Stefan Wiegand (WGL). Seine Stellvertreter sind Annika Keunecke und Heiko Helmker (beide WGL).

## Wirtschaft und Infrastruktur

### Verkehr
Lenne liegt an der Landesstraße 583 die im Gemeindegebiet auf die Bundesstraße 64 trifft. Der Ort liegt außerdem an der Bahnstrecke Altenbeken–Kreiensen, die Personenzughaltestelle wurde 1987 aber aufgegeben.